# Cesare Pastore
Cesare Pastore, italijanski dirkač in pilot, * 1903, † 1942.
Cesare Pastore je na dirkah za Veliko nagrado prvič sodeloval v sezoni 1924, ko je na dirki Targa Florio z dirkalnikom Fiat 519 tovarniškega moštva Fiat SpA odstopil. Kasneje v sezoni je na svoji edini dirki za moštvo Alfa Corse z dirkalnikom Alfa Romeo P2 osvojil tretje mesto na dirki najvišjega ranga Grandes Épreuves za Veliko nagrado Italije skupaj s Giuseppom Camparijem. Naslednjič je dirkal šele v sezoni 1927, ko je na dirki za Veliko nagrado Rima osvojil drugo mesto z dirkalnikom Bugatti T37A moštva Scuderia Nuvolari, premagal ga je le Carlo Tonini. V sezoni 1928 je dosegel svojo zadnjo uvrstitev na stopničke z drugim mestom na dirki Coppa Ciano z dirkalnikom Maserati 26B tovarniškega moštva Officine Alfieri Maserati. Po dirki za Veliko nagrado Rima v sezoni 1930, na kateri je odstopil, se je upokojil kot dirkač.